# Извеков, Николай Дмитриевич
Никола́й Дми́триевич Изве́ков (3 (15) июля 1858, село Александровское, Калужский уезд, Калужская губерния — после 1918) — протоиерей Русской православной церкви, русский духовный писатель.
В 1883 году окончил Московскую духовную академию. Пресвитер Московского Благовещенского собора (до 1914); затем — настоятель Московского Архангельского собора.
Приват-доцент Московского университета.
В 1908—1918 годах председатель Московского общества любителей духовного просвещения.

## Основные труды
- Иерархия североафриканской церкви. — Вильна, 1884 (магистерская диссертация);
- История Литовской духовной семинарии. — Вильна, 1892;
- Несколько документов по вопросу об открытии православной духовной академии в г. Вильне. — Сергиев Посад, 1893;
- Статистическое описание православных приходов литовской епархии. — Вильна, 1893;
- Печальная страница из истории православия в Северо-Западной крае. — М., 1894;
- Исторический очерк состояния православной церкви в литовской епархии за время с 1839 по 1889 г. — М., 1899;
- Придворные певчие дьяки в XVII веке // Богословский Вестник. — 1903, ноябрь;
- Московские кремлёвские дворцовые церкви и служившие при них лица в XVII веке. — М., 1906;
- Московский придворный Благовещенский собор. — М., 1911;
- Церкви во имя рождества Пресвятой Богородицы и праведного Лазаря в Большом Кремлёвском дворце в Москве. — М., 1911;
- Церковь во имя Положения ризы Богоматери во Влахерне с часовнею Печерской Божией Матери при Большом Кремлёвском дворце в Москве. — 1912;
- Церковь во имя св. великомученицы Екатерины в Большом Кремлёвском дворце в Москве. — 1912;
- Верхоспасский собор в Большом Кремлёвском дворце в Москве — М., 1912;
- Церкви во имя Воскресения Христова и Воздвижения Честного Креста Господня в Большом Кремлёвском дворце в Москве — М., 1912;
- Соборный храм во имя Преображения Господня, что на "Бору", при Большом Кремлёвском дворце в Москве — М., 1913;
- Церковь во имя Рождества св. Иоанна Предтечи, что в Боровицкой башне, в Московском Кремле — М., 1913;
- Исторический очерк полувековой жизни и деятельности Московского Общества Любителей Духовного Просвещения. 1863—1913. — М., 1913;
- Московский придворный Архангельский собор. — Сергиев Посад: тип. Свято-Троицкой Сергиевой Лавры, 1916. — 156 с.
- Московские кремлёвские дворцовые церкви, упразднённые в конце XVIII и начале XIX века. — М., 1916.